# Église Saint-Martin d'Autremencourt
L'église Saint-Martin d'Autremencourt est une église située à Autremencourt, en France.

## Localisation
L'église est située sur la commune de Autremencourt, dans le département de l'Aisne.